# Fedir Tetianycz
Fedir Konstiantynowycz Tetianycz (ukr. Федір Констянтинович Тетянич, również Frypulia, ukr. Фрипулья; ur. 17 lutego 1942 w Kniażyczi, zm. 18 lutego 2007 w Kijowie) – kijowski i ukraiński, kozacki artysta i filozof, postać kijowskiego podziemia kreatywnego. 

## Życiorys

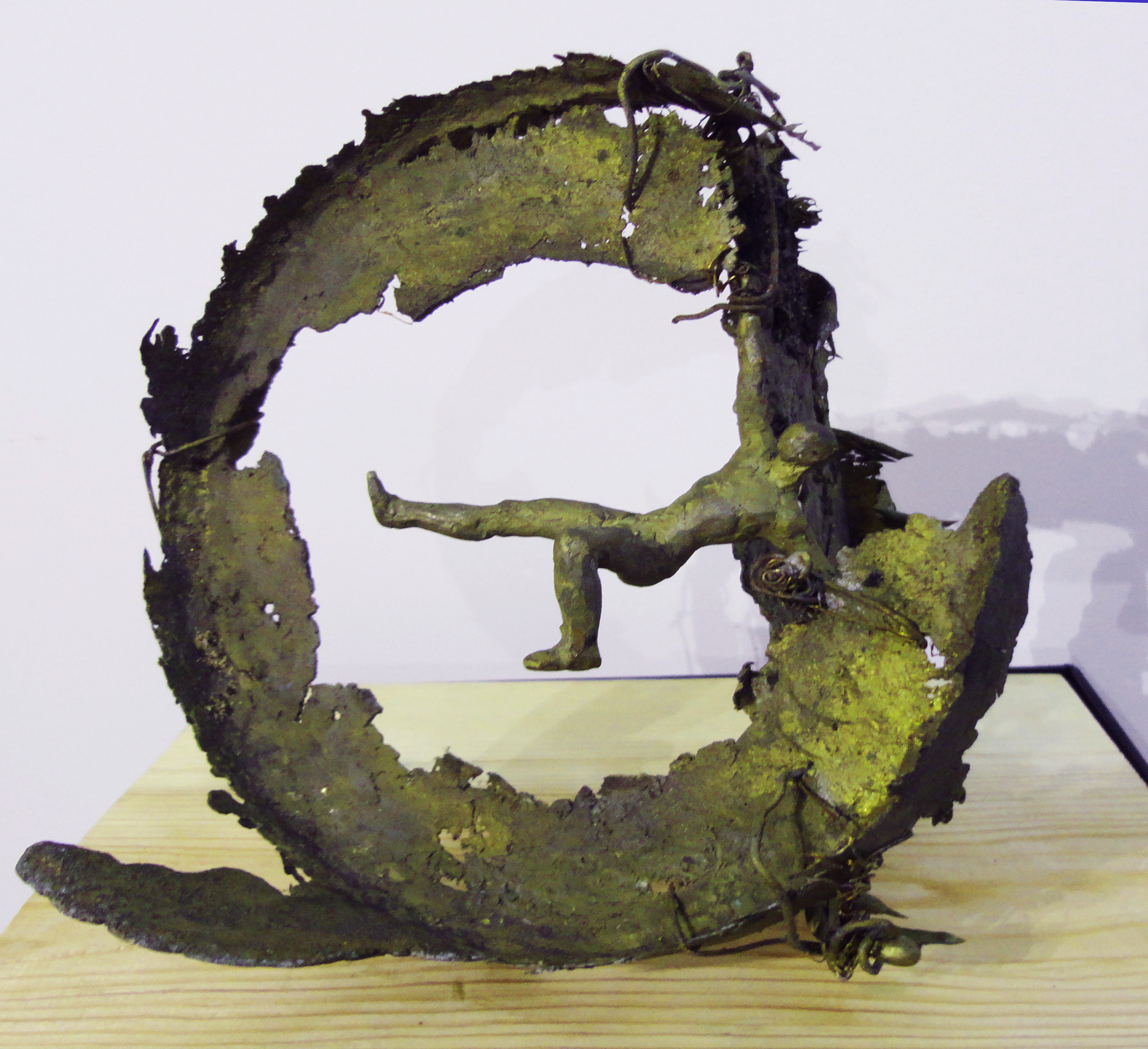
„Człowiek i nieskończoność”, obiekt Tetianycza, 1980

Fedir Tetianycz urodził się w 1942 roku we wsi Kniażyczi, która w tym czasie wchodziła w skład Komisariatu Rzeszy Ukraina w III Rzeszy. 
Ukończył Państwowy Instytut Sztuki w Kijowie (1966). 
Od 1973 był członkiem Narodowego Związku Artystów Ukrainy i Związku Artystów ZSRR.
Tetianycz zmarł w Kijowie 18 lutego 2007 r.

## Wystawy
W czerwcu 2017 roku w PinchukArtCentre w Kijowie odbyła się wystawa prac Tetianycza.